# Mikałaj Biełanouski
Mikałaj Alaksandrawicz Biełanouski (biał. Мікалай Аляксандравіч Беланоўскі, ros. Николай Александрович Белановский, Nikołaj Aleksandrowicz Biełanowski; ur. 24 grudnia 1954 w Łohozie) – białoruski działacz związków zawodowych.

## Życiorys
Urodził się 24 grudnia 1954 roku we wsi Łohoza, w rejonie łohojskim obwodu mińskiego Białoruskiej SRR, ZSRR. W 1989 roku ukończył Wyższą Szkołę Ruchu Związkowego Wszechzwiązkowej Centralnej Rady Związków Zawodowych im. Nikołaja Szwernika uzyskując wykształcenie ekonomisty, w 1995 roku – Międzynarodowy Instytut Stosunków Pracowniczych i Społecznych w Mińsku uzyskując wykształcenie prawnika.
W latach 1973–1974 pracował w sowchozie „Łohoza”. W latach 1974–1976 służył w szeregach Armii Radzieckiej. W latach 1976–1986 był ślusarzem remontowym, ustawiaczem maszyn formierczych. W latach 1986–1990 pełnił funkcję przewodniczącego rady zakładowej przedsiębiorstwa metalurgicznego. W roku 1990 pracował jako ekonomista w Mińskiej Fabryce Samochodów. W latach 1990–1995 był zastępcą przewodniczącego Krajowej Rady Związków Zawodowych Pracowników Przemysłu Samochodowego i Maszynowego Białorusi. Od 1995 roku pełnił funkcję zastępcy przewodniczącego Federacji Związków Zawodowych Białoruskiej. W 1993 roku był członkiem Białoruskiej Partii Pracy.